# RG-42

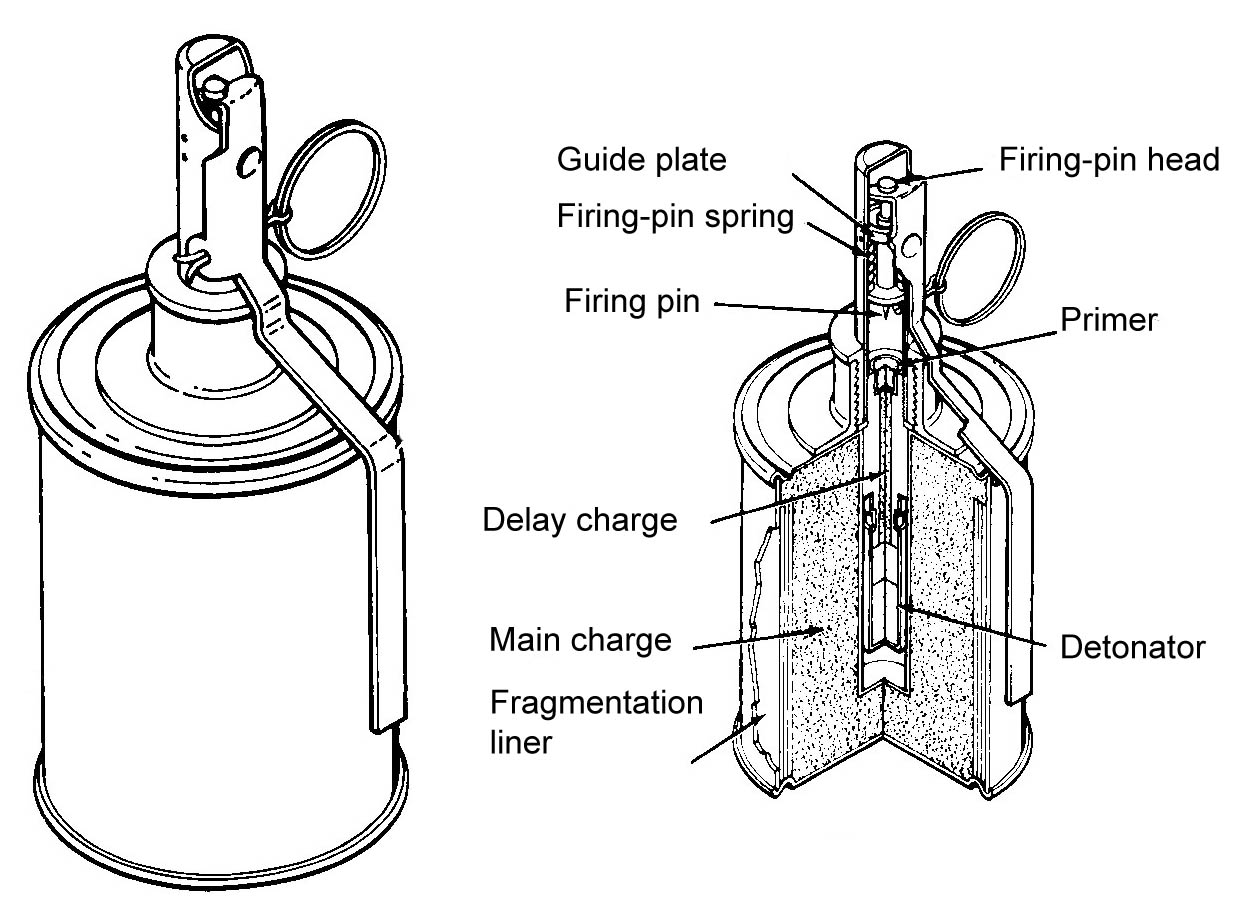
RG-42 im Schnittbild

RG-42 (russisch: Ручная Граната 42, Transkription: Rutschnaja Granata 42 für Handgranate 42) (GRAU-Index 57-G-703M) ist eine sowjetische Handgranate, die während des Zweiten Weltkrieges entwickelt wurde.

## Geschichte
Die RG-42 wurde im Jahre 1942 vom S. G. Korschunow im Konstruktionsbüro GSKB-30 entwickelt. Die neue Angriffshandgranate sollte die komplex zu bedienende RGD-33 ablösen. Die RG-42 basierte auf der im Jahr zuvor entwickelten RG-41. Der Sicherheits- und Zündmechanismus der RG-41 war aber zu komplex. Die RG-42 unterschied sich von der RG-41 hauptsächlich in dem Zündmechanismus. Es wurde der einfache und zuverlässige USRG-Zünder der F-1-Handgranate verwendet. Die RG-42 war sehr einfach herzustellen; es waren nur bekannte Blechpräge- und Schweißverfahren nötig. Deshalb konnte die Granate von einfach ausgestatteten Werkstätten, auch von Partisanen, hergestellt werden. Die Wehrmacht katalogisierte die Granate als Handgranate 339(r). Die Rote Armee verwendete die RG-42 bis in die 1980er-Jahre und behielt sie danach noch eingelagert in Reserve. Mit den Jahren wurden viele der Granaten ausgesondert, weil die Haltbarkeit des Sprengstoffes überschritten war. Außer in der Sowjetunion wurde die RG-42 in Bulgarien, China, DDR, Polen und Rumänien gebaut. Die RG-42 wurde weltweit exportiert und auch in vielen Konflikten auf dem Balkan oder in Afrika verwendet.

## Technik
Der Körper der RG-42 ist ähnlich einer Konservendose aufgebaut. Eine dünne Metallhülle aus Stahlblech umschließt den Sprengstoff. Zwischen der Außenhülle und dem Sprengstoff ist ein Metallband in drei bis vier Schichten gerollt. Dieses Metallband erhöht die Splitterwirkung. In der Mitte des Granatkörpers befindet sich eine Hülse, in die der Zünder hineingeschraubt wird. Bei Lagerung sind Zünder und Granatenkörper getrennt; die Zünderöffnung ist dann mit einer Blindschraube verschlossen.

## Technische Daten
- Gesamtgewicht: 420 g
- Sprengladung: 110 g Trotyl oder Ammoniumnitrat
- Länge mit Zünder: 121 mm
- Länge ohne Zünder: 70 mm
- Durchmesser: 58 mm
- effektiver Wirkungsradius: 6–7 m
- Verzögerungszeit der Zünders: 3,2–4,2 s
- Wurfweite: 30–40 m[1]

## RG-42W
Diese Variante der RG-42 wurde während der Leningrader Blockade (September 1941 – Januar 1944) in den eingeschlossenen Gebieten als Behelfslösung gefertigt. Nachdem die Produktion der Gewehrgranate WPGS-41 eingestellt war, wurden in Leningrad Teile und Fertigungsmaschinen der WPGS-41 zur Fertigung einer Handgranate nach dem Vorbild der RG-42 eingesetzt. Der USRG-Zünder wurde ebenfalls verwendet. Optische Unterschiede sind Längsrippen am Granatkörper und ein gewölbter Boden.
- Gesamtgewicht: 450 g
- Sprengladung: 120 g Trotyl
- Länge mit Zünder: 125–130 mm
- Durchmesser: 64 mm[1]